# Corynopuntia reflexispina
Corynopuntia reflexispina là một loài thực vật có hoa trong họ Cactaceae. Loài này được (Wiggins & Rollins) Backeb. mô tả khoa học đầu tiên năm 1958.